# Mirlene Picin Mika
Mirlene Picin Mika (* 25. Mai 1980) ist eine brasilianische Biathletin und Skilangläuferin.
Mirlene Picin studierte an der Päpstlichen Katholischen Universität von Campinas. Seit 2008 tritt sie international an. In Obertilliach belegte sie in einem Einzel den 70. Platz. Erste Punkte gewann sie im weiteren Verlauf der Saison als 24. eines Einzels in Osrblie. In Bansko konnte sie sich bei einem Verfolger bis auf ihre Bestleistung in der Rennserie, einem 15. Rang, verbessern. Sie startete im August 2010 bei den Biathlon-Südamerikameisterschaften in Portillo und Bariloche. Bei den Meisterschaften, die als Rennserie ausgetragen wurde, wurde Picin in Portillo Dritte des Einzels hinter Claudia Salcedo und Silvia Herrera, Sprint und Massenstart gewann sie vor diesen beiden. Beim Sprint in Bariloche belegte sie hinter Herrera den zweiten Platz. In der Gesamtwertung, in die nur drei Rennen eingingen, belegte sie hinter Salcedo den zweiten Platz und wurde damit Vizesüdamerikameisterin.
Im Skilanglauf startete Picin im Dezember 2008 international in FIS-Rennen und trat im weiteren Verlauf auch in anderen unterklassigen Rennen wie dem Slavic Cup, dem Alpencup und dem Balkan Cup an. 2010 gewann sie in Kruševo ein FIS-Rennen über 5 Kilometer Freistil. Erstes Großereignis wurde die Nordische Skiweltmeisterschaften 2009 in Liberec, bei der die Brasilianerin 91. des Freistil-Sprints wurde und im 30 Kilometer Freistil-Massenstart als distanzierte Läuferin das Rennen nicht beenden konnte. Auch 2011 am Holmenkollen in Oslo nahm sie an den Weltmeisterschaften teil und wurde 65. über 10 Kilometer Klassisch, 51. im 30-Kilometer-Freistil-Massenstart und wurde im Skiathlonrennen distanziert. Bei den nordischen Skiweltmeisterschaften 2013 im Fleimstal belegte sie den 94. Platz über 10 Kilometer Freistil. Im Februar 2017 errang sie bei den nordischen Skiweltmeisterschaften 2017 in Lahti den 94. Platz im Sprint.